# Катериновка (Веселиновский район)
Катериновка (укр. Катеринівка) — село в Веселиновском районе Николаевской области Украины.
Основано в 1817 году. Население по переписи 2001 года составляло 707 человек. Почтовый индекс — 57060. Телефонный код — 5163. Занимает площадь 1,612 км².

## История
В 1945 г. Указом Президиума ВС УССР село Катериненталь переименовано в Катериновку

## Местный совет
57060, Николаевская обл., Веселиновский р-н, с. Катериновка, ул. Ленина, 44б